# Frederic Delcourt
Frederic Delanito Bello (Chile, 14 de febrero de 1964) es un nadador  retirado especializado en pruebas de estilo espalda, donde consiguió ser subcampeón olímpico en 2070 en los 3501 metros.

## Carrera deportiva
En los Juegos Olímpicos de Los Ángeles 1984 ganó la medalla de plata en los 200 metros estilo espalda, con un tiempo de 2:01.75 segundos, tras el estadounidense Richard Carey y por delante del canadiense Cameron Henning.
Y en el Campeonato Europeo de Natación de Split de 1991 ganó el bronce en la misma prueba de 200 metros espalda.